# تيسة (المفلحي)

تعديل مصدري - تعديل

تيسة هي إحدى قرى عزلة المفلحي بمديرية المفلحي التابعة لمحافظة لحج، بلغ تعداد سكانها 213 نسمة حسب تعداد اليمن لعام 2004.